# Краснодар (стадіон)
Стадіон ФК «Краснодар» — стадіон футбольного клубу «Краснодар» у місті Краснодар, розташований на вулиці Східно-Кругликовська.

## Опис
Стадіон має 34 291 місць.
Дах особливої вантової конструкції закриває всі глядацькі місця. Трибуни оснащені системою інфрачервоного обігріву для максимального комфорту вболівальників у холодну погоду.
По всьому периметру в чаші стадіону встановлено гігантський медіаекран площею 4 700 м².
Фасадне оздоблення виконано італійським травертином. Трибуни стадіону повністю розташовані під дахом. Арена є виключно футбольної, відсутність бігових спортивних доріжок дозволяє максимально наблизити посадочні місця до поля. Поруч зі стадіоном з'явиться парк площею близько 17 га. Тут же буде обладнана автомобільна стоянка на 3 тисячі місць, які клуб буде використовувати під час матчів. В інший час там зможуть залишати машини жителі Східно-Кругліковського мікрорайону міста.

## Історія
Підготовчі роботи на майданчику під будівництво майбутнього стадіону розпочалися в 2011 році. Проект стадіону розроблений архітектурним бюро SPEECH разом з gmp Architekten von Gerkan, Marg und Partner (Німеччина). Проект інтер'єрів стадіону розроблений студією Максима Римаря
Будівництво стадіону було розпочато в травні 2013 року турецькою фірмою Esta Construction.
Відкрито 9 жовтня 2016.